# Željko Brkić
Željko Brkić (serbisch-kyrillisch Жељко Бркић; * 9. Juli 1986 in Novi Sad, SFR Jugoslawien) ist ein serbischer ehemaliger Fußballtorwart.

## Karriere

### Vereinskarriere
Brkić begann seine Torwartkarriere als Profi im Jahre 2006 bei FK Vojvodina. Seit 2011 steht er beim italienischen Verein Udinese Calcio unter Vertrag; er wurde in der Saison 2011/12 an den AC Siena verliehen. Nach anschließenden drei Spielzeiten für Udinese folgten 2015 Leihgaben an Cagliari Calcio und den FC Carpi.

### Nationalmannschaft
Als Nationalspieler nahm Brkić 2009 an der U-21-Europameisterschaft in Schweden teil. Er debütierte im März 2010 beim Freundschaftsspiel gegen Algerien für die serbische A-Nationalmannschaft, nachdem sein Kollege Vladimir Dišljenković aus der Nationalmannschaft zurückgetreten war.